# Операція «Гнів Божий»

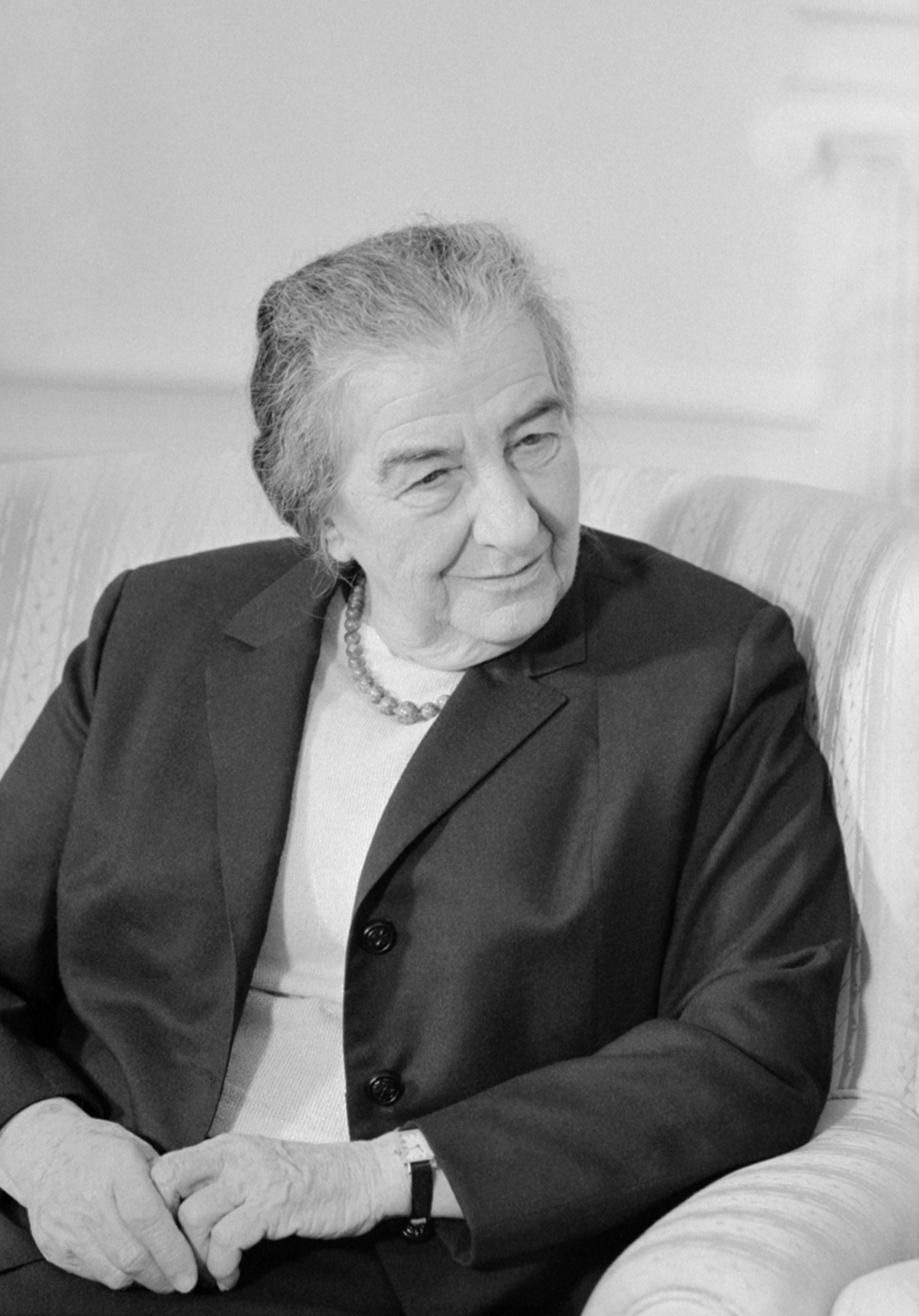
«Відправляй хлопців», — ймовірно сказала Голда Меїр директорові «Моссаду» після теракту в Мюнхені

Операція «Гнів Божий» (івр. מבצע זעם האל Мівца За'ам Га-ель), також відома як операція «Багнет» (англ. Operation «Bayonet») — операція ізраїльської розвідки «Моссад», проведена у відповідь на теракт на Мюнхенській олімпіаді 1972 року, під час якого вбито 11 членів олімпійської збірної Ізраїлю. Метою операції була ліквідація палестинських терористів з організації «Чорний вересень», причетних до теракту, та членів Організації визволення Палестини (ОВП), які, за даними «Моссаду», були відповідальні за захоплення заручників.
Операцію розпочато восени 1972 року за наказом прем'єр-міністерки Ізраїлю Голди Меїр; тривала вона понад 20 років.

## Історія
Одразу після захоплення заручників Ізраїль запропонував задіяти для їх визволення свої спецпідрозділи, які мали необхідний досвід, проте західнонімецька сторона вирішила обійтися власними силами та направила до Мюнхена свої поліцейські загони. Під час штурму всі заручники та п'ять із восьми терористів загинули. Попри подальше звернення уряду Ізраїлю до світової спільноти з вимогою «прийняти відповідні резолюції та почати світову війну з тероризмом», більша частина країн обмежилась лише вираженням співчуття. Ба більше, вже через кілька днів унаслідок ультиматуму, висунутого уряду ФРН бойовиками, які захопили рейс Люфтганзи LH615, трьох заарештованих терористів звільнили.
За Люкімсоном, Ізраїль вимагав помсти: «Про помсту говорили… у тель-авівських та єрусалимських кав'ярнях. До помсти закликали з кафедр солідні професори університетів. Про помсту йшлося на екстреному засіданні уряду.» У цій ситуації уряд Ізраїлю ухвалив рішення про розшук та ліквідацію усіх причетних до цього терористичного акту. Прем'єр-міністр Ізраїлю Голда Меїр у кнесеті заявила, що «Ізраїль докладе всіх зусиль та можливостей, які має наш народ, щоб знайти терористів, де б вони не були.»
Також через два дні після мюнхенського теракту Ізраїль у відповідь провів бомбардування десяти баз ОВП у Сирії та Лівані. Голда Меїр створила т. зв. «Комітет Х» — невелике об'єднання урядовців, яке мало продумати відповідь Ізраїлю, на чолі з нею самою та міністром оборони країни Моше Даяном. Як її радник з питань протидії тероризму виступав генерал Аарон Ярив, який разом із директором «Моссаду» Цві Заміром відіграв головну роль у керуванні подальшою операцією. Комітет дійшов висновку, що для запобігання майбутнім актам насильства проти Ізраїлю необхідно ліквідувати причетних до теракту у Мюнхені. За дорученням комітету «Моссад» сформував спецгрупу «За'ам Га-ель» (івр.: זעם האל, «Божий Гнів»). Так почалось «полювання» на членів терористичного угрупування "Чорний вересень та членів ОВП, які, згідно з даними спецслужб Ізраїлю, так чи інакше були причетні до теракту.
Під тиском ізраїльської спільноти та керівних офіцерів розвідки Голда Меїр санкціонувала початок кампанії убивств. Коли троє причетних до нападу терористів були звільнені Західною Німеччиною на вимогу бойовиків під час вищезгаданого захоплення німецького літака, останні сумніви Меїр з приводу цього зникли. Першим завдання комітету для ізраїльської розвідки було ліквідувати усіх терористів, причетних до трагедії у Мюнхені. Цю місію здійснили за допомогою найманців з ОВП, які працювали на «Моссад» та інформації, яку надавали партнерські служби розвідки у Європі.
Цві Замір також склав список цілей, куди були внесені не лише причетні до мюнхенських подій або члени «Чорного вересня», — головною метою операції було знищення всієї терористичної мережі в Європі. Багато з цих цілей були і засекреченими резидентами. Хоча повний перелік цілей операції невідомий, остаточна кількість осіб, зазначених у ньому — 20–35, серед яких були члени «Чорного вересня» та ОВП. Коли список було завершено, «Моссад» почав розшукувати та вбивати їх.
Під час плану було розкритиковано ідею правдоподібного заперечення, яку запропоновано для того, щоб ніхто не міг встановити прямий зв'язок між вбивствами та Ізраїлем. Більше того, метою операції загалом був терор проти палестинських бойовиків. Згідно з Давидом Кімхе, колишнім заступником директора «Моссаду», «метою операції була не так помста, як їх [палестинських бойовиків] залякування. Ми хотіли змусити їх підняти голови і зрозуміти, що ми над ними. Саме тому ми намагалися не перетворювати операцію лише на розстріли чоловіків на вулицях — це доволі просто.»
Також відомо, що агент «Моссаду» Міхаель Харарі відповідав за створення та керування командами, хоча не всі з них були підпорядковані урядові. Саймон Рів розповідає, що загін «Моссаду», окремі частини якого називалися згідно з літерами івритського алфавіту, складався з:
|  | ...п'ятнадцяти осіб, розділених на п'ять груп: «Алеф» — двох підготовлених кілерів; «Бет» — двох бійців, які мали прикривати «Алеф»; «Хет» — двох агентів, які забезпечували прикриття решти загону через підбір готельних номерів, квартир, машин тощо; «Аїн» — група з 6-8 агентів, які складали основу операції, вистежуючи цілі та забезпечуючи шляхи відходу для груп «Алеф» і «Бет»; «Коф» — двох агентів, які відповідали за зв'язок. |

Цей опис збігається зі спогадами колишнього агента польової розвідки «Моссаду» Віктора Островського, де він описував власні ліквідаційні загони «Моссаду» —Кідон. У своїй книзі Островський стверджує, що саме формування Кідону здійснювали вбивства терористів. Про те саме каже і Гордон Томас, який отримав доступ до звітів, складених вісьмома членами Кідону та 80 членами запасного загону, які брали участь у ліквідації.
Згідно з Аароном Дж. Клейном, ці формування насправді були частиною загону «Кесарія», який у 1970-х рр. перейменовано та реорганізовано у Кідон. Міхаель Харарі на той час командував трьома групами «Кесарії», кожна з яких складалась з приблизно 12 осіб. Надалі їх розділили на логістичні, спостережні та ліквідаційні загони.
Одну з таких груп під прикриттям була виявлено після операції у Ліллехаммері, коли шестеро членів ліквідаційної групи «Моссаду» були заарештовані норвезькою владою. Харарі втік до Ізраїлю, тому можливо те, що й інші бійці втекли разом з ним. У статті журналу Time, опублікованій одразу після вбивства, як загальну кількість агентів «Моссаду» зазначено 15 осіб, що також збігається з наведеними вище даними.
Доволі помітно відрізняється інформація, подана у книзі «Помста», автор якої стверджує, що, згідно з його джерелом, «Моссад» створив загін з п'яти досвідчених агентів розвідки, яким інформатор керував у Європі. У книзі також зазначено, що ця група діяла поза прямим контролем уряду, підтримуючи зв'язок лише з Харарі.
За кілька годин до кожного вбивства родина кожного терориста, зазначеного у списку цілей, отримувала букет квітів і траурну листівку з підписом «Нагадуємо про те, що ми не забуваємо і не пробачаємо.»

## Операції

### 1972—1988
16 жовтня 1972 року відбулося перше вбивство: у Римі був застрелений Абдель Ваїль Зуайтер. Агенти «Моссаду» чекали на нього, коли той повертався з вечері, та вистрілили у нього 12 разів. Після перестрілки їх доправили до конспіративної квартири. На той момент Зуайтер був представником ОВП в Італії, і у той час, коли Ізраїль стверджував, що Зуайтер також був членом «Чорного вересня», причетним до невдалої спроби захопити літак авіакомпанії El Al, члени ОВП заперечували будь-який його зв'язок із цим. Абу Ійяд, заступник голови ОВП, казав, що Зуайтер «активно виступав проти тероризму.»
Другою ціллю «Моссаду» був Махмуд Гамшарі, представник ОВП у Франції. Ізраїль вважав, що він також був лідером «Чорного вересня» у цій країні. За допомогою агента, який удавав із себе італійського журналіста, «Моссаду» вдалося виманити Гамшарі з квартири, щоб вибуховий загін міг встановити бомбу під телефонний апарат. 8 грудня 1972 року «журналіст» зателефонував до квартири і спитав, чи він розмовляє із самим Гамшарі. Після ствердної відповіді агент дав знак іншим, які згодом телефонною лінією направили вибуховий сигнал. Внаслідок вибуху Гамшарі зазнав смертельного поранення, проте лишався свідомим доволі довго та встиг розповісти поліції, що сталося. Кілька тижнів потому він помер у лікарні. За день після захоплення заручників він давав інтерв'ю, у якому казав, що не хвилюється за своє життя, проте не хоче «дражнити чорта». «Моссад» не коментував факт причетності Гамшарі до теракту в Мюнхені. Це вбивство було першим із серії вбивств «Моссаду», здійснених у Франції. Інше вчинено в Лондоні, коли палестинського активіста навмисне штовхнули під автобус у годину пік.
Вночі 24 січня 1973 року йорданець Хусейн Аль-Башир, представник ФАТХ на Кіпрі, вимкнув світло у своєму готельному номері в Нікосії. Через кілька секунд пролунав вибух бомби, закладеної під його ліжком; внаслідок вибуху сам Аль-Башир загинув, а його кімната була фактично знищена. Ізраїль вважав його лідером «Чорного вересня» на Кіпрі, хоча іншою причиною для його ліквідації також вважалися його тісні зв'язки з КДБ.
6 квітня 1973 року Базіля аль-Кубайссі, професора права Американського університету в Бейруті, якого підозрювали у постачанні зброї для «Чорного вересня» та участі в інших палестинських терактах, було застрелено у Парижі, коли чоловік повертався додому з вечері. Як і у минулих випадках, двоє агентів «Моссаду» вистрілили у нього 12 разів.
Три інші цілі «Моссаду» проживали в Лівані у будинках з надійною охороною, тому використовувати попередні методи вбивства не було можливості. Для їх ліквідації було запущено операцію «Весна молодості», яка була частиною більшої операції «Гнів Божий». Вночі 9 квітня 1973 року у швидкохідних катерах «Зодіак», випущених ракетними катерами ВМС Ізраїлю, на узбережжя Лівану прибули офіцери формувань «Саєрет Маткал», «Шайєтет 13» і «Саєрет Цанханім». Їх зустріли агенти «Моссаду», які доправили їх до цілей в автомобілях, орендованих попереднього дня, та згодом повернули на берег, щоб вони могли покинути країну. Військові мали грати цивільних людей, деякі з офіцерів навіть були одягнені жінками. В Бейруті вони напали на будинки під охороною та вбили Мухаммада Юсефа аль-Наджара (лідера операцій «Чорного вересня»), Камаля Адвана (голови операцій ОВП) і Камаля Нассера (члена виконавчого комітету та речника ОВП). У ході операції загинули двоє ліванських поліцейських, громадянин Італії і дружина Наджара та було поранено одного ізраїльського офіцера. Десантники «Саєрет Цанханім» також напали на шестиповерхову будівлю, що слугувала штаб-квартирою Народного фронту визволення Палестини. Вони зустріли потужний опір; двоє бійців загинули, проте загону вдалося зруйнувати споруду. Морські офіцери «Шайєтет 13» і десантники «Саєрет Цанханім» також нападали на виробничі об'єкти зброї та склади пального ОВП. Внаслідок цих нападів було вбито 12–100 членів ОВП та НФВП.
Невдовзі після ліванської операції відбулися ще три акції. 11 квітня внаслідок вибуху бомби у готельному номері в Афінах загинув Зайяд Мухасі, заступник Хусейна Аль-Башира на Кіпрі. Двоє інших членів «Чорного вересня», Абдель Хамід Шибі та Абдель Гаді Накаа, зазнали серйозних поранень через бомбу, яка вибухнула у їх автомобілі в Римі.
Агенти «Моссаду» також почали стежити за алжирцем Мохамедом Будія, керівником операцій «Чорного вересня» у Франції, відомого своєї здатністю маскуватися та схильністю до жінок. 28 червня 1973 року у його автомобілі спрацювала закладена під сидінням натискна бомба, начинена важкими гайками та болтами, яка вбила його.
15 грудня 1979 року на Кіпрі були вбиті двоє палестинців, Алі Салем Ахмед та Ібрагім Абдул Азіз. За даними поліції, їх обох застрелили з дуже близької відстані із зброї з глушником.
17 червня 1982 року, внаслідок різних операцій було ліквідовано двох посадовців ОВП в Італії. Назейха Майєра, ключову особу у філіалі ОВП в Римі, застрелили біля його будинку. Камаль Хусейн, заступник очільника ОВП в Італії, загинув через вибух закладеної під заднє сидіння його автомобіля шрапнельної бомби, коли він їхав додому та менше, ніж через сім годин після того, як той був вдома у Майєра та допомагав поліції у розслідуванні.
23 липня 1982 року внаслідок вибуху бомби, закладеної в автомобілі, загинув Фадль Дані, заступник очільника ОВП в Парижі. 21 серпня 1983 року посадовця ОВП Мамуна Мераїша застрелили в автомобілі в Афінах двоє агентів «Моссаду» на мотоциклі.
10 червня 1986 року біля готелю в Афінах було застрелено Халеда Ахмеда Назаля, генерального секретаря фракції НФВП в ОВП; йому вистрілили у голову 4 рази. 21 жовтня 1986 року Мунзер Абу Газала, високопосадовець ОВП та член Палестинської національної ради, загинув внаслідок вибуху бомби, коли він їхав через передмістя Афін.
14 лютого 1988 року у Лімасолі в автомобілі спрацювала бомба, через вибух якої загинули палестинці Абу Аль-Хасан Касім і Гамді Адван та зазнав поранень Марван Канафамі.

### Алі Хассан Саламе
«Моссад» продовжував пошуки Алі Хассана Саламе, відомого під прізвиськом Червоний принц, який був керівником підрозділу 17 та членом «Чорного вересня», якого Ізраїль вважав організатором теракту в Мюнхені. Цю думку неодноразово спростовували головні посадовці «Чорного вересня», які стверджували, що хоча Саламе і був причетним до багатьох терактів у Європі, проте до подій у Мюнхені він не мав жодного стосунку.
Майже через рік після Мюнхена «Моссаду» здалося, що вони нарешті знайшли Саламе у норвезькому місті Ліллегаммер. 21 липня 1973 року під час операції в Ліллегаммері група агентів «Моссаду» вбила марокканця Ахмеда Бучикі, офіціанта, який не мав жодного відношення до теракту в Мюнхені, на очах у його вагітної дружини, коли пара поверталась з кінотеатру; розвідники помилково прийняли його за Саламе. Шістьох агентів, серед яких були двоє жінок, заарештувала місцева поліція, у той час, як іншим разом з лідером групи, Міхаелем Харарі, вдалося втекти до Ізраїлю. П'ятьох затриманих звинуватили у вбивстві та ув'язнили на строки від 2,5 до 5 років, але ніхто не провів у в'язниці понад 22 місяці — згодом їх усіх амністували та у 1975 році вислали до Ізраїлю. Віктор Островський стверджував, що Саламе майстерно збивав «Моссад» з курсу, надаючи неправильну інформацію про своє місцезнаходження. Ізраїльський уряд також виплатив компенсацію родині загиблого, але відмовився визнати свою відповідальність за вбивство.
У січні 1974 року агенти «Моссаду» таємно прибули до Швейцарії, оскільки отримали повідомлення про те, що Саламе 12 січня буде зустрічатися у церкві з лідерами ОВП. Двоє розвідників увійшли до церкви на початку зустрічі та помітили трьох чоловіків арабської зовнішності. Один з них потягнувся за зброєю, і у той же момент всіх трьох було застрелено. Агенти «Моссаду» пішли далі у пошуках Саламе, проте не знайшли його. Незабаром було прийнято рішення про завершення місії та виїзд з країни.
Невдовзі потому троє співробітників «Моссаду» вирушили до Лондона, щоб зустрітися з інформатором, який надав важливі дані про Саламе. Коли той не з'явився на зустріч, розвідники почали підозрювати, що за ними стежать. Жінка-кілер звабила одного з агентів, після чого застрелила його у готельному номері. Члени загону «Моссаду» через три місяці знайшли цю жінку в Амстердамі та 21 серпня застрелили її біля будинку після того, як вона потягнулася за зброєю, побачивши трьох розвідників, що підходили до неї. Місцева влада виявила, що жінка була найманою вбивцею, проте її замовник лишився невідомим. Лідер загону Кідону згодом отримав догану за дії поза межами місії. Один з членів групи згадував: «Більшість убитих нами перед смертю благали зберегти їм життя, але не ця жінка. Вона не благала. Вона з холодною ненавистю дивилася нам просто у вічі, а на її обличчі не було нічого, окрім зневаги та обурення».
Після цього випадку командир операції Міхаель Харарі наказав припинити місію з ліквідації Саламе. Проте загін Кідону вирішив проігнорувати наказ та здійснити ще одну спробу вбивства. Розвідка знайшла Саламе у будинку в Таріфі. Коли троє агентів увійшли туди, їх перестріли арабські охоронці, один з яких підняв автомат АК-47 і одразу був вбитий. Операцію було припинено, а загін поїхав до конспіративної квартири.
Після операції в Ліллегаммері обурена громадськість вимагала у Голди Меїр припинення операції «Гнів Божий». Подальше розслідування норвезької поліції та викриття залучених агентів спричинило велику загрозу для співробітників «Моссаду» по всій Європі, оскільки викривало і конспіративні квартири, і методи роботи. Через 5 років було вирішено продовжити виконання операції під командуванням нового прем'єр-міністра Менахема Бегіна та знайти всіх зазначених у списку терористів, які ще були на свободі.
«Моссад» почав відстежувати переміщення Саламе, переслідуючи його до Бейрута наприкінці осені 1978 року. У листопаді того ж року жінка-агент «Моссаду» під псевдонімом Еріка Чемберс в'їхала до Лівану з британським паспортом, виданим у 1975 році, та зняла квартиру на вулиці Рю Верден, на якій постійно проживав Саламе. Згодом прибули ще кілька агентів під псевдонімами Пітер Скрайвер і Роланд Кольберг, які використовували британський та канадський паспорти відповідно. Невдовзі після їх приїзду перед квартирою на вулиці Рю Верден припаркувався автомобіль марки «Фольксваген», начинений пластиковою вибухівкою. 22 січня 1979 року о 3:35 ранку, коли Саламе разом з чотирма охоронцями їхав вулицею у мікроавтобусі марки «Шевроле», вибухівка у «Фольксвагені» спрацювала через надісланий з квартири сигнал; внаслідок вибуху загинули всі пасажири мікроавтобуса. Після семи невдалих спроб «Моссаду» нарешті вдалося ліквідувати Саламе. Проте через вибух також загинули чотири перехожі, серед яких були британський студент і німецька черниця, а 18 інших зазнали поранень. Одразу після операції троє офіцерів «Моссаду» зникли разом ще з приблизно 14 розвідниками, які, як вважається, були залучені в операції.

### Терористи, що захопили заручників у Мюнхені
Троє з восьми терористів, які здійснили теракт у Мюнхені, під час невдалої спроби німецької поліції звільнити ізраїльських заручників були затримані: це Джамаль Аль-Гаши, Аднан Аль-Гаши і Мохаммед Сафаді. 29 жовтня їх випустили в обмін на заручників, захоплених на борту рейсу Люфтганзи 615 та доправлено до Лівії, після чого вони почали переховуватися.
Вважалося, що Аднан Аль-Гаши та Мохаммед Сафаді були вбиті «Моссадом» через кілька років після мюнхенської трагедії: Аль-Гаши вистежили після його спроби налагодити контакт з двоюрідним братом у країнах Перської затоки, а Сафаді — через підтримування зв'язку зі своєю родиною, що проживала в Лівані. Цю думку спростував Аарон Клейн, який писав, що Аднан помер від серцевої недостатності у 1970-х рр., а Сафаді був вбитий представниками Катаїбу на початку 1980-х рр. Утім, у липні 2005 року ветеран ОВП Тафік Тіраві, розповів Клейну, що Сафаді, який був його близьким другом, був «так само живий, як і ви.» Джамаль Аль-Гаши переховувався у Північній Африці, і, вважалося, що він проживає у Тунісі; востаннє він виходив на зв'язок 1999 року, коли давав інтерв'ю режисерові Кевіну Макдональду для його документального фільму «Одного дня у вересні».

### Інші операції
Окрім убивств «Моссад» використовував й інші способи відповіді на мюнхенський теракт та запобігання подальшим атакам. Зокрема, палестинським посадовцям по всій Європі було розіслано серію конвертів з вибухівкою. Історик Бенні Морріс писав, що ці бомби лише ранили обрані цілі, серед яких були люди з Алжиру та Лівії, палестинські студенти-активісти у Бонні і Копенгагені та службовець Червоного Хреста у Стокгольмі. Клейн також згадує про випадок у Каїрі, коли бомба не спрацювала, і двоє палестинців, які мали її отримати, вижили.
Колишній офіцер «Моссаду» Віктор Островський стверджував, що «Моссад» також використовував тактику психологічної війни, а саме складав некрологи для ще живих бойовиків та надсилав дуже деталізовану особисту інформацію іншим. Він далі стверджував, що «Моссад» викликав деяких палестинських посадовців та після розголошення їх особистих даних, попереджував їх про відсторонення від будь-яких палестинських справ. Гордон Томас писав, що за кілька годин до вбивства кожного терориста його родина отримувала букет квітів і траурну листівку з підписом «Нагадуємо про те, що ми не забуваємо і не пробачаємо». І далі він зазначав, що після кожного вбивства департамент з психологічної війни «Моссаду» зливав інформацію про загибель бойовиків до арабськомовної преси по всьому Середньому Сходу.

### Інші вбивства
Низку інших вбивств або спроб замахів відносять до операції «Гнів Божий», хоча існують сумніви щодо причетності до них «Моссаду», оскільки у їх скоєнні підозрювали представників деяких сепаратистських палестинських фракцій. Перше подібне вбивство відбулося 4 січня 1978 року, коли було застрелено представника ОВП у Лондоні, Саїда Хаммамі. У цьому інциденті підозрювали або «Моссад», або організацію Абу Нідаля. 3 серпня 1978 року у своїх офісах, що розміщувалися у будівлі Арабської ліги, були вбиті начальник філіалу ОВП в Парижі Езеддін Калак та його заступник Хамад Аднан; троє інших членів Арабської ліги і ОВП зазнали поранень. До цього вбивства також були причетні або «Моссад», або організація Абу Нідаля. 27 липня 1979 року Зухейра Мосена, керівника військових операцій ОВП, застрелили у Каннах одразу після того, як той вийшов із казино. Відповідальність за це вбивство різні джерела покладають на «Моссад», інших палестинців або Єгипет. 1 червня 1981 у Брюселі був вбитий Наїм Хадер, представник ОВП в Бельгії. Співробітники центру інформації ОВП оприлюднили заяву, у якій звинуватили у вбивстві Ізраїль. В Абу Дауда, командира «Чорного вересня», який відкрито заявив про свою допомогу в плануванні мюнхенського теракту, декілька разів вистрілили у готельному кафе в Варшаві, проте він вижив. Невідомо, чи це здійснив «Моссад», а чи інша палестинська фракція. Сам Дауд стверджував, що на нього напав палестинський подвійний агент «Моссаду», вбитий членами ОВП десять років потому. 1 березня 1982 року службовця ОВП Набі Ваді Аранкі було вбито у Мадриді. 8 червня 1992 року голова розвідки ОВП Атеф Бсеїсо був застрелений у Парижі двома чоловіками із зброї з глушником. У той час, як ОВП та ізраїльський письменник Аарон Клейн у своїй книзі звинувачують у вбивстві «Моссад», інші вважають, що за ним стояла організація Абу Нідаля.

## Реакція

### Відповідь «Чорного вересня»
Члени «Чорного вересня» неодноразово захоплювали заручників та здійснювали теракти проти Ізраїлю.
Подібно до конвертів з бомбами, надісланих «Моссадом», у вересні та жовтні 1972 року низку таких листів було надіслано з Амстердаму до різних ізраїльських дипломатичних установ по всьому світу. Через один з таких листів загинув Амі Шахорі, ізраїльський радник з питань сільського господарства у Великій Британії.

#### Спроба замаху на Голду Меїр у Римі
Задум здійснити теракт у «Чорного вересня» виник після повідомлення, що прем'єр-міністр Ізраїлю Голда Меїр у січні 1973 року вирушить до Риму, щоб зустрітися з Папою Павлом VI. Цей візит тримався у суворій таємниці в Ізраїлі, тому витік інформації імовірніше за все стався через пропалестинського священика у Державному секретаріаті Святого Престолу. Один з очільників «Чорного вересня», Алі Хассан Саламе, почав планувати ракетну атаку на літак Меїр, коли він мав прибути до Риму. Метою Саламе було вбивство не лише Голди Меїр, а й головних міністрів країни та офіцерів «Моссаду», що супроводжували прем'єр-міністра. На той час Саламе також вів перемовини із СРСР, у ході яких просив про притулок, сподіваючись, що поки Ізраїль оговтається від цієї трагедії, він та його напарники вже будуть на території Радянського союзу, за межами впливу Ізраїлю. З Дубровника до Барі на човні терористи переправили кілька ракет Стріла-2; згодом ракети було таємно перевезено до Риму та розміщено навколо аеропорту Фіумічіно невдовзі перед прибуттям Голди Меїр. Щоб відволікти увагу «Моссаду» від Рима в період підготовки теракту, Саламе планував напад на посольство Ізраїлю, розташоване у місті Бангкок.
28 грудня 1972 року чотири члени «Чорного вересня» напали на ізраїльське посольство в Бангкоку та захопили 12 заручників. Вони також здійняли над будівлею прапор Організації визволення Палестини та погрожували вбити заручників, якщо в обмін на них не буде звільнено 36 палестинських в'язнів. Будівлю оточили тайські військові загони та поліція. У Ізраїля був план рятувальної операції, проте від нього відмовилися через неможливість переміщення до Таїланду та через те, що оскільки посольство розміщене в центрі Бангкока, тайський уряд не допустить перестрілки. Хоча вимоги терористів не було задоволено, за результатами перемовин усіх заручників було звільнено, а терористів «Чорного вересня» через безпечний прохід доправлено до Каїру.
«Моссад» дізнався про план замаху на Голду Меїр 14 січня 1973 року, після того, як місцевий доброволець повідомив розвідку про те, що обробляв два телефонних дзвінки з телефона-автомата в багатоповерхівці, де інколи проживали члени ОВП. Розмови проходили арабською мовою, яку цей доброволець знав. Кодом мовець повідомляв, що «пора привезти свічки для святкового торта». Директор «Моссаду» генерал Цві Замір переконався, що цей вислів був кодовим сигналом до початку теракту. Також він зрозумів, що напад на посольство у Бангкоку був лише відволікальним маневром від основного теракту: терористи легко здалися, чого Замір ніяк не очікував від такого досвідченого, забезпеченого, стратегічно хитрого та мотивованого формування як «Чорний вересень». Далі Замір виявив, що під «свічками для торта» може матися на увазі зброя, — через асоціацію зі свічками імовірніше за все могло йтися про ракети. Пов'язавши можливий ракетний удар з прибуттям Меїр до Риму, Цві здогадався, що терористи мали намір збити літак прем'єр-міністра.
Після цього Замір відправив до Риму офіцера польової розвідки (т. зв. «катсу») та сам із загоном офіцерів «Моссаду» вирушив до міста, де зустрівся з очільником ДІГОСу — італійської антитерористичної організації, — та виклав свої підозри. Офіцери ДІГОСу обшукали багатоповерхівки, з яких здійснювалися дзвінки, і знайшли написану російською інструкцію для запуску ракет. Тієї самої ночі загони ДІГОС разом з офіцерами «Моссаду» обшукали квартири бойовиків з ПЛО, але не знайшли жодних свідчень про наміри вбити Голду Меїр. Вранці, за кілька годин до приземлення літака Меїр, агенти «Моссаду» разом з загонами італійської поліції оточили аеропорт Фіумічіно.
Невдовзі один із «катс» «Моссаду» помітив фургон марки Fiat, що припаркувався неподалік від злітної смуги. Агент наказав водієві вийти з автомобіля. Далі різко відкрилися задні двері, і двоє бойовиків відкрили вогонь. Агент відкрив вогонь у відповідь, тяжко поранивши обох нападників. У фургоні при обшуку було знайдено шість ракет; водій втік, переслідуваний агентом і був спійманий під час спроби захоплення автомобіля, яким керував інший офіцер «Моссаду». Водія помістили у машину та доправили до вантажівки, яка виконувала роль мобільного командного посту «Моссаду», де він після допиту розповів, де розміщується друга партія ракет. Офіцери розвідки швидко вирушили на північ, і невдовзі вони помітили ще один фургон, на даху якого були ракети. Тоді вантажівка врізалась у фургон, так, що він перекинувся, а терористи всередині автомобіля були замкнені та не могли вибратися з нього під вагою власних ракет. Розвідники розвернули закріплені на даху фургона ракети в інші сторону, щоб вони не вилетіли в небо. Водія, який знепритомнів, дістали з фургона та віднесли на узбіччя, попередивши офіцерів ДІГОС, що це був «цікавий випадок, який їм слід було бачити». Замір планував ліквідувати палестинців, але зрозумів, що їх смерть порушить порядок візиту Голди Меїр до Папи Римського. Терористів, які брали участь у мюнхенському теракті, було доправлено до лікарні. Згодом їм дозволили переїхати до Лівії, але через кілька років всі вони були вбиті «Моссадом».

#### Замахи на життя інших ізраїльських та іноземних посадовців
Двох ізраїльтян, підозрюваних у приналежності до розвідки, та ізраїльського посадовця у Вашингтоні було застрелено. Баруха Коена, агента «Моссаду» у Мадриді, 23 січня 1973 року вбили палестинські бойовики. Згодом «Моссад» провів низку операцій з метою знаходження та ліквідації вбивць Коена, внаслідок якої щонайменше троє палестинців, залучених у плануванні та виконанні замаху на Коена, були вбиті. Вітторіо Олівареса, ізраїльського співробітника компанії El Al, підозрюваного терористами «Чорного вересня», вбили у Римі у квітні 1973 року. Військового аташе Ізраїлю у США, полковника Йосефа Алона, вбито 1 липня 1973 року у місті Чеві Чейз штату Меріленд. Його вбивцю не знайшли, тому ФБР закрило справу через неможливість знайти винних, проте допускало, що за цим стояли терористи «Чорного вересня». Фред Бартон, колишній заступник голови відділу боротьби з тероризмом Служби дипломатичної безпеки Держдепартаменту США та віцепрезидент служби приватної розвідки і консалтингу Stratfor, провів власне розслідування і виявив, що вбивцею Алона був один із терористів «Чорного вересня», вбитий «Моссадом» у 2011 році. Амі Шахорі, радник з питань сільського господарства, що працював в ізраїльському посольстві у Лондоні, був убитий терористами «Чорного вересня» 19 вересня 1973 року.
Окрім цього, «Чорний вересень» здійснив низку інших терактів, включно із захоплення західних дипломатів у посольстві Саудівської Аравії в місті Хартум, проте аль-Фатах офіційно розпустив групу у грудні 1974 року.

### Реакція арабського світу
Перша хвиля вбивств, що тривала з жовтня 1972 до початку 1973 року, викликала велике сум'яття серед палестинських високопосадовців, проте справжнім шоком для всього арабського світу стала операція «Весна молодості», проведена у квітні 1973 року. Сміливість операції і той факт, що такі впливові лідери, як Ясер Арафат, Абу Ійяд та Алі Хассан Саламе були зовсім неподалік від місця подій, сприяли переконанню, що Ізраїль здатен завдати удар будь-де та будь-коли. Також вона спричинила всенародну скорботу. Під час похорон жертв нападу півмільйона людей вийшли на вулиці Бейрута. Приблизно шість років потому 100 тисяч людей разом з Ясером Арафатом зібралися у тому ж місті на похороні Саламе.
Також деякі менш радикальні уряди арабських країн почали тиснути на Палестину з вимогами припинити напади на ізраїльські цілі та погрожували позбавити палестинців підтримки, якщо вони будуть використовувати їх паспорти під час своїх терактів проти Ізраїлю. Внаслідок цього деякі палестинські бойовики замість цього почали використовувати підробні ізраїльські документи.

## Критика
У своїй книзі «Відповідний удар» («Striking Back») Аарон Клейн, який розповідав, що вона заснована здебільшого на рідкісних інтерв'ю з головними офіцерами «Моссаду», задіяними у місіях з ліквідації, стверджує, що до рук «Моссаду» потрапила лише одна людина, безпосередньо пов'язана із терактом. Цього чоловіка, Атефа Бсеїсо, було вбито 1992 року в Парижі. Клейн далі стверджує, що розвідка помилилася щодо Ваїля Зуайтера, першого вбитого палестинця, і «з оглядкою на події, його вбивство було помилкою». Він розвиває свою думку, заявляючи, що справжні організатори та виконавці теракту в Мюнхені почали переховуватися разом зі своєю охороною у країнах Східного блоку та арабського світу, де Ізраїль не міг дістатися до них. Більшість вбитих були не такими визначними палестинськими постатями, які без охорони переміщувалися Західною Європою. «Ізраїльська розвідка стверджувала, що ці вбиті були причетні до мюнхенського теракту; у заявах ОВП вони фігурують як важливі постаті, тому репутація „Моссаду“ як вбивці лише посилювалася.» Клейн також пише, що метою операції була не лише ліквідувати причетних до теракту у Мюнхені, а й запобігти можливим терактам у майбутньому.
Абу Дауд, один із головних організаторів мюнхенського теракту, перед виходом фільму «Мюнхен» казав у різних інтерв'ю, що «я повернувся до Рамалли у 1995 році, а Ізраїль знав, що я був організатором операції у Мюнхені.» До смерті лідера «Чорного вересня», Абу Ійяда Ізраїль також не був причетним: його вбили 1991 року в Тунісі представники організації Абу Нідаля. Колишній директор «Моссаду» Цві Замір заперечував це у своєму інтерв'ю 2006 року, коли сказав, що Ізраїль був зацікавлений скоріше в «ударі по інфраструктурі всіх терористичних організацій Європи», аніж по конкретних причетних до мюнхенських подій терористів. «Нам не залишалось нічого іншого, окрім як почати запобіжні заходи.»
Родичів загиблих атлетів продовжували інформувати про хід операції. Саймон Рів пише, що деякі з них відчували себе захищеними, у той час як інші, серед яких була дружина фехтувальника Андре Шпітцера, не могли визначитися зі своєю позицією. Дружина вбитого агента «Моссаду» Баруха Коена назвала операцію, а особливо її частину, спрямовану проти вбивць її чоловіка, «огидною».
За словами Ронена Бергмана (кореспондента ізраїльської газети «Єдіот Ахронот» та експерта з теми «Моссаду»): «Ця операція значно зупинила терористів ОВП за межами Ізраїлю. Чи допомогло це примиренню на Середньому Сході? Ні. З точки зору стратегії вона була абсолютно невдалою.»
Колишній офіцер «Моссаду» Віктор Островський казав, що розпорядження Голди Меїр задіяти «Моссад», а саме зосередитися на постатях і операціях ОВП, відволікло розвідку від збору інформації про країни-сусіди Ізраїлю. Через це «Моссад» пропустив попередження про Війну судного дня 1973 року, коли збройні сили країни зазнали несподіваної атаки.

### Думки про мету операції
Організатор теракту Абу Дауд стверджував, що операція була «війною, замаскованою під помсту за Мюнхен» і що «жоден з убитих палестинців не брав участі у тому теракті». Як приклад він наводить Абделя Ваїля Зуайтера, який, за його версією, був «представник ОВП у Римі. Філософ, учений, він розмовляв п'ятьма мовами, був другом Моравіа, ніколи не тримав у руках зброї».
Інші джерела вважають, що Зуайтер був одним з організаторів теракту та членом організації «Чорний вересень», який також брав участь у підготовці її основних європейських операцій, і що саме «він забезпечив банду вбивць зброєю та потурбувався про те, щоб вони, не викликавши жодних підозр, проникли до олімпійського селища в Мюнхені…»

## У мистецтві
У 1984 році вийшла книга канадського журналіста Джорджа Джонаса під назвою «Помста» (англ. Vengeance), у якій розповідається про ізраїльський терористичний загін від імені колишнього агента «Моссаду» та лідера загону, Авнера. Вважається, що Авнер — псевдонім Юваля Авіва, ізраїльтянина, який наразі очолює службу приватних розслідувань у Нью-Йорку. Втім, Джонас заперечував, що сюжет його книги заснований на історії Авіва, хоча при незалежній перевірці цього не було доведено. При цьому Джонас вказує на колишнього директора служби безпеки RCMP Security Service, Джона Стернза, який, за словами письменника, вірить в існування справжнього джерела інформації. Попри це, директор «Моссаду» на період проведення операції, Цві Замір, стверджував, що ніколи не був знайомий з Авівом. Кілька колишніх офіцерів «Моссаду», що брали участь в операції, також розповідали британським журналістам, що версія подій, викладена Ювалем Авівом, не є точною. Після виходу книги у 1984 році вона потрапила до списків бестселерів серед художньої та документальної літератури у Великій Британії.
На історії, викладеній у книзі, засновані сюжети двох фільмів. У 1986 році вийшов телевізійний фільм каналу HBO «Меч Гедеона» (англ. Sword of Gideon), знятий Майклом Андерсоном. В грудні 2005 року вийшла кінокартина Стівена Спілберга «Мюнхен» (англ. Munich), яка була номінована на премію «Оскар» як найкращий фільм, хоча й отримала неоднозначні відгуки як в Ізраїлі, так і в арабському світі.
В обох фільмах використано псевдонім Юваля Авіва «Авнер», з дозволу якого справжній виклад подій також дещо змінено.

## Додаткові джерела
- Black, Ian; Morris, Benny (1991). Israel's Secret Wars: A History of Israel's Intelligence Services. New York: Grove Press. ISBN 0-8021-1159-9.
- Klein, Aaron J. (2005). Striking Back: The 1972 Munich Olympics Massacre and Israel's Deadly Response. New York: Random House, Inc. ISBN 1-4000-6427-9.
- Morris, Benny (1999). Righteous Victims: A History of the Zionist-Arab Conflict 1881–1999. New York: Alfred A. Knopf, Inc. ISBN 0-679-42120-3.
- Ostrovsky, Victor (1990). By Way of Deception: The making and unmaking of a Mossad Officer. New York: St. Martin's Press. ISBN 0-9717595-0-2.
- Reeve, Simon (2000). One Day in September. New York: Arcade Publishing. ISBN 1-55970-547-7.